# Teregova
Teregova é uma comuna romena localizada no distrito de Caraș-Severin, na região histórica do Banato (parte da Transilvânia). A comuna possui uma área de 331.02 km² e sua população era de 4238 habitantes segundo o censo de 2007.